# Lluís Duch
Lluís Duch Álvarez (Barcelona, 13 de septiembre de 1936-monasterio de Montserrat, 10 de noviembre de 2018) fue un monje y sacerdote del monasterio de Montserrat y antropólogo español.

## Biografía
El 1961 ingresó en el monasterio y desde 1963 fue monje. El 1973 se doctoró en Teología por la Universidad de Tubinga con el profesor Max Seckler, y después estudió en Münster/W. con el profesor Hans Blumenberg. Se le consideraba un especialista en historia de la cultura occidental, en especial de la antropología. Fue profesor de fenomenología de la religión en los institutos de teología de Montserrat, Manresa y Tarragona, y profesor en la facultad de Ciencias de la Comunicación de la Universidad Autónoma de Barcelona, en la Facultad de Teología de Cataluña, en el Instituto de Humanidades de Barcelona, en la Bybliotheca Mystica et Philosophica Alois M. Hass (Universidad Pompeu Fabra), en el Instituto de Antropología de la Universidad Nacional Autónoma de México y en el Instituto del Teatro. En 2011 recibió la Creu de Sant Jordi y le fue dedicado el libro de homenaje Empalabrar el mundo, con motivo de su 75.º aniversario. Desde 2011 era miembro del Consejo Asesor para la Diversidad Religiosa de la Generalidad de Cataluña. En 2014 se defendió, en la Universidad de Gerona, la primera tesis doctoral dedicada monográficamente al pensamiento de Lluís Duch, a cargo de Elies Ferrer.

## Obras
- De la religió a la religió popular (1980).[5]
- Mircea Eliade. El retorn d'Ulisses a Ítaca (1983).
- El libro en las religiones (1989).[6]
- La religiosidad de Israel en su contexto geográfico e histórico (1990).[7]
- Mito, interpretación y cultura (1996).[8]
- Antropología de la vida cotidiana 1. Simbolismo y salud (1999).
- Jesucrist, el nostre contemporani (2001)
- Antropología de la religión (2001).[9]
- Antropologia de la vida quotidiana 4.1. Armes espirituals i materials. Religió (2001).
- Antropologia de la vida quotidiana 4.2. Armes espirituals i materials. Política  (2001).
- Antropología de la vida cotidiana 2.2. Escenarios de corporeidad (2002).[10]
- Antropología de la vida cotidiana 2.2. Ambigüedades del amor (2004).[11]
- Estaciones del laberinto (2004).[12]
- Algunes interpretacions del cristianisme (2004).[13]
- Un extraño en nuestra casa (2007).[14]
- Religión y comunicación (2012).[15]
- Un ser de mediaciones. Antropología de la comunicación vol. I. Coautoría con Albert Chillón (2012).[16]
- Sociedad mediática y totalismo. Antropología de la comunicación vol.2. Coautoría con Albert Chillón (2012)[17]
- Antropología de la ciudad (2015).[18]
- Religión y política (2014).[19]
- El exilio de Dios (2017).[20]
- Sortida del laberint (2018)[21]
- Conversación con Lluís Duch. Religión, comunicación y política (de Ignasi Moreta, 2019)[22]
- Conceptos fundamentales de antropología y religión (edición de Ignasi Moreta, 2020)[23]
- Salida del laberinto (2020)[24]